# Federação Grega de Voleibol
A Federação Grega de Voleibol  (em grego: Ελληνική Ομοσπονδία Πετοσφαίρισης, Elliniki Omospondia Petosferiseos, EOP) é  uma organização fundada em 1951, que governa a pratica de voleibol na Grécia, sendo membro da Federação Internacional de Voleibol e da Confederação Européia de Voleibol, a entidade é responsável por  organizar  os campeonatos nacionais de  voleibol masculino e feminino no país.